# Onthophagus mongana
Onthophagus mongana là một loài bọ cánh cứng trong họ Bọ hung (Scarabaeidae).